# SMS V 183
V 183 – niemiecki niszczyciel z okresu I wojny światowej. Czwarta jednostka typu V 180. Po wojnie przekazany Wielkiej Brytanii i zezłomowany w 1922 roku.